# Lista de protestos no Brasil
Esta é uma lista de protestos no Brasil — que também inclui manifestações e greves — dispostos dos mais recentes aos mais antigos.

## República (1889–presente)

### Pós-redemocratização (1985–presente)
| Nome                                                       | Data(s) ou período                                                                             | Local                    | Quantidade de manifestantes | Imagem                                              |
| ---------------------------------------------------------- | ---------------------------------------------------------------------------------------------- | ------------------------ | --- | --------------------------------------------------- |
| Manifestações golpistas no Brasil após as eleições de 2022 | 31 de outubro de 2022 – 9 de janeiro de 2023                                                   | Nacional                 | Indeterminado | Ataque bolsonarista ao Congresso Nacional do Brasil |
| Protestos no Brasil em 7 de setembro de 2022               | 7 de setembro de 2022                                                                          | Nacional e internacional | 115 mil pessoas em Brasília, DF (segundo o governo, 1,2 milhão de pessoas), 64 mil pessoas em Copacabana, RJ, e 32 mil na Avenida Paulista, SP. Fora os atos que ocorreram em outras capitais e cidades do interior.                                                         |                                                     |
| Protestos no Brasil em 7 de setembro de 2021               | 7 de setembro de 2021                                                                          | Nacional e internacional | Indeterminado. |                                                     |
| Protestos contra o governo Jair Bolsonaro                  | 15 de janeiro — 2 de outubro de 2021                                                           | Nacional e Internacional | 420 000 em 29 de maio de 2021, 750 000 em 19 de junho de 2021, 800 000 em 03 de julho de 2021, 600 000 em 24 de julho de 2021 (estimativas dos organizadores). |                                                     |
| Protestos e manifestações no Brasil em 2020                | 15 de março — 15 de agosto de 2020                                                             | Nacional                 | Indeterminado. |                                                     |
| Greve geral no Brasil em 2019                              | 14 de junho de 2019                                                                            | Nacional                 | Indeterminado. |                                                     |
| Atos Pró-Bolsonaro                                         | 26 de maio e 30 de junho de 2019                                                               | Nacional                 | Indeterminado. |                                                     |
| Protestos estudantis em 2019                               | 15 de maio, 30 de maio, 13 de agosto e 7 de Setembro de 2019                                   | Nacional                 | 1 500 000 (segundo os organizadores) no dia 15 de maio, 2 000 000 (segundo os organizadores) no dia 30 de maio, 1 500 000 (segundo os organizadores) no dia 13 de agosto. |                                                     |
| Movimento Ele Não                                          | 29 de setembro de 2018                                                                         | Nacional e internacional | 500 mil manifestantes no Largo da Batata, São Paulo (segundo os organizadores). |                                                     |
| Greve dos caminhoneiros em 2018                            | de 21 de maio até 30 de maio de 2018                                                           | Nacional                 | Indeterminado |                                                     |
| Greve geral no Brasil em 2017                              | 28 de abril de 2017                                                                            | Nacional                 | Indeterminado. Segundo organizadores, greve teve adesão de 40 000 000 de trabalhadores. |                                                     |
| Fora Temer                                                 | 2016 e 2017                                                                                    | Nacional                 | 48 000 segundo policiais militares, 746 000 segundo organizadores. |                                                     |
| Mobilização estudantil em 2016                             | 2016                                                                                           | Nacional                 | Indeterminado |                                                     |
| Protestos contra o governo Dilma Rousseff                  | 15 de março, 12 de abril, 16 de agosto e 13 de dezembro de 2015 e março, abril e julho de 2016 | Nacional e internacional | 2 400 000 — 3 000 000 em 15 de março de 2015 |                                                     |
| Mobilização estudantil em São Paulo                        | 2015                                                                                           | São Paulo (estado)       | |                                                     |
| Batalha do Centro Cívico                                   | 29 de abril de 2015                                                                            | Curitiba                 | Indeterminado. |                                                     |
| Protestos contra a Copa do Mundo de 2014                   | Junho de 2013 – Julho de 2014                                                                  | Nacional                 | Indeterminado |                                                     |
| Jornadas de Junho                                          | abril de 2013 – julho de 2013                                                                  | Nacional e internacional | Entre 1,25 milhão e 1,55 milhão de manifestantes no dia 20 de junho |                                                     |
| Marcha pela Reforma Antimanicomial                         | 30 de setembro de 2009                                                                         | Brasília                 | 2300 pessoas |                                                     |
| Movimento Cívico pelo Direito dos Brasileiros              | 2007                                                                                           | São Paulo                | Maior ato, em 17 de agosto de 2007, reuniu cerca de 5 mil pessoas |                                                     |
| Revolta da Catraca                                         | 2004-2005                                                                                      | Florianópolis            | Indeterminado. |                                                     |
| Revolta do Buzu                                            | Agosto de 2003                                                                                 | Salvador                 | Indeterminado. |                                                     |
| Passeata de 16 de maio                                     | Maio de 2001                                                                                   | Salvador                 | 20 mil em 17 de maio. |                                                     |
| Marcha dos 100 mil de Brasília                             | 26 de agosto de 1999                                                                           | Brasília                 | Impreciso. Os organizadores do evento disseram à imprensa que a manifestação reuniu mais de 100 mil pessoas. Porém, o governo do Distrito Federal calculou pouco mais de 40 mil. Segundo o jornal Folha de S. Paulo, com base em fotos aéreas, haveria 75 mil manifestantes. |                                                     |
| Greve dos caminhoneiros em 1999                            | julho de 1999                                                                                  | Nacional                 | 700 mil caminhoneiros |                                                     |
| Grito dos Excluídos                                        | desde 1995                                                                                     | Nacional                 | Indeterminado |                                                     |
| Caras-pintadas                                             | Ao longo de 1992                                                                               | Nacional                 | Indeterminado |                                                     |
| Greve de 1988 na CSN em Volta Redonda                      | 7 de Novembro de 1988 - 20 de Novembro de 1988                                                 | Volta Redonda            | Indeterminado |                                                     |

### Ditadura militar (1964–1985)
| Nome                                | Data(s) ou período                            | Local                | Quantidade de manifestantes | Imagem | Ref    |
| ----------------------------------- | --------------------------------------------- | -------------------- | --- | ------ | ------ |
| Diretas Já                          | março de 1983 - abril de 1984                 | Nacional             | O primeiro ato público ocorreu na Região Metropolitana do Recife, envolvendo cerca de cem pessoas. Seguiram-se comícios nos mais distintos municípios brasileiros, os maiores deles ocorridos em abril de 1984: na Candelária, no Rio de Janeiro, com cerca de 1 milhão de pessoas, e no Vale do Anhangabaú, em São Paulo, com aproximadamente 1,5 milhão. |        |        |
| Comício da Candelária               | 10 de Abril de 1984                           | Rio de Janeiro       | 1 milhão de pessoas. |        |        |
| Novembrada                          | 30 de novembro de 1979                        | Florianópolis        | Cerca de 4 mil pessoas. |        |        |
| Greve da Meia Passagem              | entre 14 de setembro e 22 de setembro de 1979 | São Luís, Maranhão   | Um ato público na Praça Deodoro reuniu 15 mil pessoas no dia 17. |        |        |
| Greves de 1978-1980 no ABC Paulista | 1978-1980                                     | Região do Grande ABC | 170 mil operários no auge das greves. |        |        |
| Passeata dos Cem Mil                | 26 de junho de 1968                           | Rio de Janeiro       | Cerca de 100 000 |        |        |
| Sexta-feira sangrenta               | 21 de junho de 1968                           | Rio de Janeiro       | |        | [ 17 ] |
| Marcha contra a Guitarra Elétrica   | 17 de julho de 1967                           | São Paulo            | De 300 a 400 pessoas |        |        |
| Marcha da Vitória                   | 22 de abril de 1964                           | Rio de Janeiro       | Uma continuação da Marcha da Família com Deus Pela Liberdade, reuniu 1 milhão de pessoas no Rio de Janeiro. |        |        |

### Período populista (1946–1964)
| Nome                                      | Data(s) ou período                     | Local                      | Quantidade de manifestantes                                                                                  | Imagem | Ref                  |
| ----------------------------------------- | -------------------------------------- | -------------------------- | --- | ------ | -------------------- |
| Marcha da Família com Deus pela Liberdade | entre 19 de março e 8 de junho de 1964 | São Paulo e Rio de Janeiro | A primeira das 49 marchas aconteceu no dia 19 de março em São Paulo e congregou entre 300 e 500 mil pessoas. |        |                      |
| Comício da Central                        | 13 de março de 1964                    | Rio de Janeiro             | Entre 150 a 200 mil pessoas                                                                                  |        |                      |
| Manifestação camponesa                    | 6 de outubro de 1963                   | Recife                     | 30 mil |        | [ 17 ] [ 22 ] [ 23 ] |
| Campanha da Legalidade                    | 1961                                   | Nacional                   | |        |                      |
| Protestos após suicídio de Vargas         | 1954                                   | Nacional                   | |        | [ 24 ]               |
| Manifesto dos Coronéis                    | 1954                                   |                            | |        | [ 25 ] [ 26 ] [ 27 ] |

### Era Vargas (1930–1946)
| Nome                   | Data(a) ou período | Local       | Quantidade de manifestantes | Imagem | Ref                  |
| ---------------------- | ------------------ | ----------- | --------------------------- | ------ | -------------------- |
| Queremismo             | Ao longo de 1945   |             |                             |        | [ 28 ]               |
| Protesto contra Vargas | 2 de março de 1945 | Praça da Sé |                             |        | [ 29 ] [ 30 ] [ 28 ] |
| Marcha de 23 de maio   | 23 de maio de 1932 | São Paulo   |                             |        |                      |

### Primeira República (1889–1930)
| Nome                                  | Data(s) ou período                            | Local          | Quantidade de manifestantes                                                                                        | Imagem |
| ------------------------------------- | --------------------------------------------- | -------------- | --- | ------ |
| Greve geral em 1917                   | julho de 1917                                 |                | Cerca de 50.000 pessoas. A greve de 1917 fez parte das mais amplas greves operárias no Brasil no início do século. |        |
| Revolta dos 18 do Forte de Copacabana | 5 e 6 de julho de 1922                        | Rio de Janeiro | 18 pessoas |        |
| Revolta da Vacina                     | Entre 10 de novembro e 16 de novembro de 1904 | Rio de Janeiro | |        |